# Ismail Özen
Ismail Özen (* 25. November 1981 in Hamburg) ist ein türkischer Boxpromoter und ehemaliger Profiboxer.

## Leben
Özen ist kurdischer Alevit, er wuchs im Hamburger Stadtteil Altona auf. Ab 2009 bestritt er als Boxprofi 14 Kämpfe, von denen er zwölf gewann und zwei verlor. Er errang den Titel des Internationalen Deutschen Meisters im Supermittelgewicht. Er gründete 2013 den Verein „Kampf Deines Lebens“, der unter anderem mithilfe von Sportangeboten Jugendarbeit in sozialen Brennpunkten betreibt.
Anfang Februar 2019 gab Özen bekannt, dass sein türkischer Pass durch das Hamburger Generalkonsulat der Türkei beschlagnahmt worden sei, da in der Türkei ein Haftbefehl gegen ihn vorliege. Der Grund für den Haftbefehl wurde ihm eigener Angabe nach nicht mitgeteilt. Özen ist ein Kritiker des türkischen Präsidenten Recep Tayyip Erdoğan und beantragte inzwischen die deutsche Staatsbürgerschaft.
Im Mai 2019 übernahm Özen die Rechte am Boxstall Universum Box-Promotion, der 2013 bankrottgegangen war, und trat die Geschäftsführung des Boxstalls mit Trainingszentrum in der Großen Elbstraße in Hamburg-Altona an. Er nahm im selben Jahr Artem Harutiunian und dessen Bruder Robert Harutiunian unter Vertrag, im August 2019 wurde eine Vereinbarung mit dem Fernsehsender ZDF zur Übertragung von Kämpfen der Universum-Boxer geschlossen. Özen, der die finanzielle Unabhängigkeit des Boxstalls von der Familie seiner Ehefrau betonte, gab als Ziel für den „wiederbelebten“ Boxstall an, „die Nummer eins in Europa“ werden zu wollen. Dafür band er frühere Universum-Größen wie Juan Carlos Gomez und Artur Grigorian als Trainer ein.
Özen heiratete im Juli 2016 in Uetersen bei Hamburg Janina Otto, die Tochter des Unternehmers Michael Otto und nannte sich ab 2019 wie sie Özen-Otto. 2017 kam eine Tochter des Paares zur Welt, 2019 ein Sohn. Anfang 2025 gab die Versandhaus-Erbin die Trennung vom Ehegatten bekannt.